# Милый Эп (фильм)
«Милый Эп» — советский художественный фильм режиссёра Олега Фомина 1991 года, молодёжная мелодрама по одноимённой повести Геннадия Михасенко.

## Сюжет
В основе фильма лежит повесть Геннадия Михасенко «Милый Эп», которая впервые была опубликована в 1974 году в журнале «Юность». Действие повести перенесено в современность, при этом тексты диалогов оставлены без изменения. Главный герой фильма Аскольд Эпов становится взрослым и переживает первую любовь.

## В ролях
| Актёр                | Роль                                        |
| -------------------- | ------------------------------------------- |
| Михаил Палатник      | Аскольд Эпов — «Эп»                         |
| Инна Хрулёва         | Валя Снегирёва                              |
| Игорь Юраш           | Август Шулин — «Граф»                       |
| Александр Стриженов  | комсорг класса Василий Забровский — «Забор» |
| Ирина Рябцева        | староста класса Наташа Садовкина            |
| Олег Будрин          | Миша — Зеф                                  |
| Алексей Зуев         | брат Милы Толик-«Ява»                       |
| Елена Люкшинова      | Лена                                        |
| Татьяна Кондукторова | Нина                                        |

## Награды
- Кинофестиваль «Созвездие» (1993) — главный приз конкурса «Дилетанты» — за лучшую режиссёрскую работу[1].